# Nicolai Faber
Nicolai Faber, född den 19 juni 1789 i Odense, död där den 15 maj 1848, var en dansk biskop. Han var bror till Frederik Faber samt farfar till Harald och Knud Faber. 
Faber blev student 1807, candidatus theologiae 1811, undervisade därefter i Köpenhamn, var adjunkt vid Metropolitanskolen 1813–1814; men för att ordna inkomster till sig och sin familj tog han plats på sin brors köpmanskontor, där han skrev en avhandling för den filosofiska doktorsgraden (1817). 
Efter att förgäves ha sökt olika tjänster blev han 1820 kyrkoherde i Allested och Vejle på Fyn, 1826 i Middelfart och Kavslunde, 1830 vid Sankt Knuds Kirke i Odense och stiftsprost samt 1834 biskop över Fyns stift. År 1826 blev han doctor theologiae.
Faber var en självständig natur, men utan någon framträdande duglighet. Han stod för en konservativ reforminriktning inom statskyrkan. Han utgav 12 Prædikener (1825), skrev om folkskolan (1832) och om bibelläsningar (1834).

## Utmärkelser
- Riddare av Dannebrogorden,  1835[2]
- Dannebrogsmännens hederstecken,  1840[2]
- Kommendör av Dannebrogorden,  1846[2]

[Redigera Wikidata]